# Национална библиотека Шпаније
Национална библиотека Шпаније (шп. Biblioteca Nacional de España) је највећа библиотека у Шпанији, али и једна од највећих у свету. Налази се у Мадриду.
Библиотека је 2007. године имала 115.707 чланова.

## Историја
Настанак Краљевске библиотеке одиграо се у историјским околностима које су Шпанији, после цивилног рата који се водио око трона између Хабзбуршке и Бурбонске круне за превласт, довеле новог краља, Филипа V. Он је 29. децембра 1711. године одобрио оснивање Краљевске библиотеке која би била отворена за јавност. Библиотека је 1716. године постала јавна, отворена за све који желе да истражују и уче, и исте године су успостављене норме за њен рад. На самом почетку, њени фондови били су сачињени од приватних колекција шпанских краљева Филипа IV и Филипа V, који је наложио да се донесе више од 6.000 књига из Француске, као и од књига из приватних колекција шпанских племића. Већ 1715. године Краљевска библиотека имала је фонд од 28.424 штампане књиге, 1.282 писана документа и 20.000 ордена.
Увођење обавезног примерка 1716. године омогућило је да Национална библиотека значајно увећа своје фондове. Богаћењу фондова допринела је и одлука Краљевског већа, донета 1750. године, да Краљевска библиотека има право да од књижара које се затварају захтева спискове расположивих књига, одабере и узме књиге које недостају у фонду Библиотеке. Године 1729. израђен први јавни каталог Библиотеке, а 1836. Краљевска библиотека добија име Национална библиотека.
Конфискацијом архива, библиотека, уметничких колекција катедрала, манастира и градских већа, за време тзв. културне конфискације, 1869. године, Национална библиотека обогаћена је непроцењивим делима, и она је тада поседовала 300.000 књига, 200.000 штампаних брошура и више од 300.000 рукописа.
Током 19. века, конфискације, куповине и донације омогућиле су Националној библиотеци да стекне већину античких и вредних књига које тренутно има. Године 1892. је њена зграда кориштена за Историјску америчку изложбу. Дана 16. марта 1896, Национална библиотека је отворена за јавност у истој згради у којој се сада налази, и обухватала је огромну читаоницу на главном спрату дизајнирану за 320 читалаца. године 1931. је читаоница била реорганизована, чиме је омогућен приступ главној колекцији референтних радова, и Општа читаоница је креирана за потребе студената, радника и општих читалаца.
Током Шпанског грађанског рата скоро 500.000 томова је прикупио Одбор за конфискацију (Junta de Incautación) и сместио у Националној библиотеци ради чувања уметничких дела и књига, које су до тада држане у верским установама, палатама и приватним кућама. Током двадесетог века бројне модификације су напављене на згради да би се адаптирале собе и репозиторијуми њених константно растућих колекција, растућој количини материјала примљеног након измене захтева Законског прилога из 1958, и бројних радова које је библиотека купила. Међу овим грађевинским радовима, неке од најзначајнијих промена биле су измене направљене 1955. године да се утростручи капацитет репозиторијума, и оне које су започеле 1986 и комплетиране 2000, које се довеле до креирања нове зграде у Алкала де Енаресу и комплетно ремоделовање зграде у Пасео де Реколетос, Мадрид.

## Фонд
Национална библиотека Шпаније чува библиографску и документациону грађу Шпаније, обједињава, каталогизира и конзервира библиографску грађу и у својим фондовима чува више од 28 милиона јединица насталих на територији Шпаније. Њен фонд чине: књиге, часописи, новине, мапе, атласи, марке, разгледнице, писма, гравире, цртежи, уметничке слике, честитке, календари, брошуре, плакати, постери, леци, ноте, плоче, касете, CD и DVD материјали. Поседује и велику колекцију инкунабула, рукописа и књига непроцењиве вредности.
Одељење Лепих уметности и картографије има више од 100.000 бакрописа и 600.000 гравира, цртежа, фотографија и мапа. Одељење музикалија и аудиовизуелних докумената поседује руком писане и штампане партитуре (179.230 јединица), звучне записе свих формата, грамофонске плоче, воштане и винилске плоче, касете (323.705 наслова у електронском каталогу) и видео издања 2000 Beta, VHS, DVD и Blu-ray (у каталогу се налази више од 99.000 наслова). Колекција новина и часописа има велики значај за историјска и социолошка истраживања и броји 158.100 наслова, који су расположиви за коришћење путем дигиталне библиотеке новина и часописа.

## Каталози
Велики број каталога обједињен је у Водичу штампаних каталога Националне библиотеке и у свом 3. издању, објављеном 2006. године, садржи 514 каталога који се односе на све врсте колекција, и који су штампани у облику монографија или серијских публикација. Велику важност имају традиционални каталози студиозно сређени по аутору и тематици, рађени деценијама, почев од интерног каталога названог Општи попис. Од 1994. године библиотека има Јавни интернет каталог. Данас електронски каталог Националне библиотеке Шпаније садржи четири милиона наслова из разних области и осам милиона јединица.

## Слике
- Зграда Националне библиотеке Шпаније
- Статуе у библиотеци
- Статуа Marcelino Menéndez y Pelayo
- Зграда Националне библиотеке Шпаније
- Улаз у Националну библиотеку Шпаније
- Главни улаз у Националну библиотеку Шпаније